# シムシティ2000
『シムシティ2000』（SimCity 2000）は、1994年にマクシスから発売された都市経営シミュレーションゲーム。シムシティシリーズの第2作である。
前作のゲーム画面は真上からの見下ろし視点であったが、本作では街を斜め上から見た視点となり、立体的となった。新たにゲームに取り入れた概念として水道、教育、健康、条例などがある。設置できる施設が大幅に増加し (例えば発電所が2種類から9種類)、標高の概念が取り入れられたことにより、起伏のある都市開発ができるようになった。アルコロジーと呼ばれる、数万人が居住できる未来的な居住施設などが登場するのが特徴。街が大きくなるとアルコロジーを宇宙に発射できるようになる。パーソナルコンピュータ向け以外の家庭用ゲーム機移植版ではハードウェアの事情などにより各バージョンにオリジナルの建物があるなど、一部仕様が追加・改変されている。

## 登場する建物
（訳語はWindows版のもの）
電力
送電線
発電所
石炭発電所、水力発電所、石油発電所、風力発電所、ガス発電所、原子力発電所、ソーラー発電所、マイクロ波発電所、核融合発電所
マイクロ波発電所は原子力発電所の数倍の発電能力を持ちながら公害問題を殆ど起こさないが、稀に受信するマイクロ波の照準がずれてしまい、周囲に火災を引き起こす可能性があるデメリットを有している。
水道システム
水道管、ポンプ、貯水槽、水処理施設、脱塩施設
本作品の水道システムは後発の作品に比べて、複雑なものを採用している。降水量や高低差などが反映されている。
道路
道路、高速道路、トンネル、ランプ、バス停留所
鉄道
線路、地下鉄、駅、地下鉄駅、地下鉄↔鉄道
地区
住宅地区、商業地区、工業地区（それぞれ低・高密度がある）
商業地と工業地は見た目は変わらないが、繊維産業や電機産業など11種類に分類されており、各産業分野の税率を調整して工業のバランスが変更できるようになっている。
地区は、道路の角の位置のみ3マス×3マスの大型の建物が建てられる
港湾
海港、空港
教育
学校、大学、図書館、博物館
公共施設
警察署、消防署、病院、刑務所
娯楽施設
小公園、大公園、動物園、スタジアム、マリーナ
ボーナス（括弧内は建設可能となる人口）
市長官邸（1,000人）、シティホール（1万人）、銅像（5万人）、ブラウンラマドーム（9万人）、新市庁舎（100万人）、テレビ局（200万人）、ロケット発射台（300万人）※新市庁舎、テレビ局、ロケット発射台の3つはSFC版のみ
アルコロジー（12万人、SFC版は10万人）
プリマス・アルコロジー。工業支援用のアルコロジーで、もっとも初期に建設可能。費用は安いが公害発生量も多い。
森林アルコロジー（SFC版では森のアルコロジー）。人口は少ないが、それだけに発生公害も少ない。
ダルコ。有名な芸術家によって設計された。ダルコは「脱都市化アルコロジー」の略である。奇妙な構造をしている。
ラウンチ・アルコロジー（SFC版ではエクソダス・アルコロジー）。コンソールによっては人口が一定以上の場合打ち上げられ、跡地が瓦礫になる。
その他
都市の人口が10万人（SFCでは6万人）に達すると、軍事基地の建設の意思を問われる。地形の特性により陸軍基地、海軍基地、空軍基地、ロケット発射台のいずれかが自動的に選ばれるが、建設に必要な広さの土地が存在しない場合は同意しても建設されない。

## シナリオ
予め定められた目標を一定期間内に達成することが目的。大半のシナリオでは災害が発生する。ダルスビルを除いてすべて実在する都市が舞台となっているほか、実際に発生した災害をモデルとしたシナリオも存在する。
アトランタ
突如UFOが出現し、都市を破壊する。住宅人口を5年以内に72,000人以上にすることが目標。
バルセロナ
1992年バルセロナオリンピックの競技中にテロリストの核爆弾が炸裂する。総人口を5年以内に130,000人以上にすることが目標。
チャールストン
都市が台風に襲われる。総人口を5年以内に45,000人以上にすることが目標。
モチーフとなった災害は1989年9月にアメリカを襲ったハリケーン・ユーゴー。
シカゴ
公害で衰退した都市の工業を復興させ、工業人口を10年以内に44,000人以上にすることが目標。
ダベンポート
都市が洪水に襲われる。総人口を5年以内に118,000人以上にすることが目標。
モチーフとなった災害は1993年4月から9月にかけて発生したアメリカ中西部大洪水。
ダルスビル
100年間何もなかった小さな町を発展させ、総人口を5年以内に20,000人以上にし、さらに$5,000の貯金を作ることが目標。
フリント
景気後退で衰退した都市の工業を復興させ、工業人口を5年以内に21,000人以上にすることが目標。
ハリウッド
映画スタジオの廃屋からモンスターが出現し、都市を破壊する。総人口を5年以内に100,000人以上にすることが目標。
ホームステッド
都市が台風に襲われる。総人口を5年以内に65,000人以上にすることが目標。
モチーフとなった災害は1992年8月にアメリカを襲ったハリケーン・アンドリュー。
ラスベガス
急増する犯罪を抑え、犯罪率を5年以内に5%以下にすることが目標。
マリブ
都市が火炎流に襲われる。総人口を10年以内に27,500人以上にすることが目標。
モチーフとなった災害は1993年11月に発生したマリブ火災。
マンハッタン
マンハッタンの中心部にある原子力発電所（実在しない）がメルトダウンを起こす。総人口を10年以内に130,000人以上にすることが目標。
オークランド
都市が火炎流に襲われる。総人口を5年以内に50,000人以上にすることが目標。
モチーフとなった災害は1991年10月に発生したオークランドヒルズ火災。本作を手がけたウィル・ライトも被災経験がある。
パリ
エトワール凱旋門の近くでガソリンを積んだトラックが横転し、大爆発を起こす。総人口を5年以内に169,000人以上にすることが目標。
ポートランド
都市の中央で突如噴火が発生し、巨大な火山が出現する。総人口を5年以内に115,000人以上にすることが目標。
サンフランシスコ
都市が大地震に襲われる。総人口を5年以内に68,000人以上にすることが目標。
モチーフとなった災害は1989年10月に発生したロマ・プリータ地震。
シリコンバレー
マイクロ波発電所でマイクロ波の誤射が発生し、周囲に大火災をもたらす。工業人口を5年以内に48,000人以上にすることが目標。
ワシントンDC
泥酔した弁護士らが暴徒化し、都市を破壊する。総人口を5年以内に135,000人以上にすることが目標。
東京
巨大台風『ドン』が銀座を襲う。総人口を5年以内に152,000人以上にすることが目標。

## 対応機種別特徴
- SimCity 2000（MS-DOS(PC-9821 , PC/AT)、Win、Mac、FM-TOWNS、SFC、PS、SS、N64）
- SimCity 2000 Special Edition - Win、Mac
- SimCity 2000 Network Edition - Windows 95のみ対応

### パソコン版
パソコン向けのものでは、ネットワークエディションが発売された。1つの広大なマップを複数（モデムで最高2人、LAN,インターネットで最高4人）のプレイヤーで同時に開発することが可能なものであった。ただし、Windows 95以外のOSではサポートされていない。
前作クラシックの都市データに対応しており、変換して読み込むことができる。土地の起伏や水道など前作になかった要素は反映されないので、継続して発展させるためには手直しが必要。

### スーパーファミコン版
1995年5月26日に発売されたスーパーファミコンへの移植版。開発はハル研究所、発売元はイマジニア。他機種の作品との変更点は以下の通り。
- マップの広さが縮小されている（一辺あたり96タイル、PC版等では一辺128タイル）。
- 雨や雲など天候の要素がアニメーション表示されるようになった。
- 警察署や消防署、学校など一部施設でグラフィックが置き換えられている。
- プレゼントが追加。街の人口が100万人になると新市庁舎、200万人でテレビ局、300万人でロケット発射台が贈られる[1]。
- アルコロジーが建設可能になる人口が12万人から10万人に緩和された[2]。
- 他機種版にはない独自のシナリオが設定されている。

ハード性能の都合上、ロード時間が非常に長くゲームの進行速度も遅い。大容量のマップデータをROMカセットに格納できなかったため、全ての地形を数式で格納し、マップロードの度に計算で展開していることが原因である。本作は大量の情報を処理しなければならないゲームであるが、当時としてもあまり高速ではなかったスーパーファミコンのCPUは不向きだった。
スーパーファミコン版独自のシナリオは以下の通り。なお、括弧内はモデルとなったと考えられる都市である。
メガロポリス（東京）
火災を鎮火し、8年以内に人口を5万人にする。
市長の試練（大阪）
10年以内に市長の支持率を66 %以上にする。
地球温暖化（ダッカ）
地球温暖化による洪水の被害から復興し、10年以内に人口を4万人にする。
娯楽シティー（ニース）
15年以内に隠居者（このシナリオのみに登場するパラメータ）を1万人にする。人口、犯罪値、健康値、教育値を一定の水準にし、公園を増やす。
宇宙へゴー（ヒューストン）
人口を500万人にして、エクソダス・アルコを宇宙に飛び立たせる。制限時間はない。
『メガロポリス』『市長の試練』は日本を舞台としているため教会が日本寺に置き換わっており、『地球温暖化』はバングラデシュを舞台としているため同じく教会がモスクに置き換わっている。また『娯楽シティー』では大公園がリゾートプールに置き換わっている。

### セガサターン版
1995年9月29日にセガから発売された、セガサターンへの移植版。年代によって建造物のグラフィックが変化する（1900年 - 1949年、1950年 - 2049年、2050年以降の3パターン）。また、セガサターン版独自の要素として、都市の人口が3万人となった際に贈られる市長の銅像がソニック・ザ・ヘッジホッグの銅像に、人口が9万人になった際に贈られるラマ・ドームがサターンをイメージしてか宇宙港にそれぞれ変更されている。用意されているシナリオは17個である。

### PlayStation版
1996年12月20日にアートディンクから発売された、PlayStationへの移植版。3Dで描画された都市を自動車で走り回ることができる「ドライビングモード」が追加されている。また、ラマ・ドームが宇宙港に変更されている（市長の銅像はそのまま）。

### NINTENDO64版
1998年1月30日にイマジニアから発売された、NINTENDO 64への移植版。シナリオなし、1から開発するモードがシナリオ的なものになっている、ミニゲームがあるなどコンテンツ面で他機種と大きく異なるものとなっている。
- 各コマンドへのショートカットを4つ登録でき、十字キーで呼び出すことができるようになっている。
- セーブデータは、コントローラーに装着したコントローラパックへ保存する。
- また、「ハイレゾモード」とよばれる高精細なグラフィック表示に対応している。
- コロニーに行ったという設定か、未来的な建物のグラフィックが追加されている
- 資金がマイナスになったことによるゲームオーバーがない
- 石炭発電所が登場しないかわりに、ミニゲームで遊べる「競馬場」が追加されている
- ゲームは2000年からの開始に固定されている
- 新聞ではなくテレビがニュースを見る手段となっている

### Pocket PC版
Pocket PC（2000および2002）向けに、「SimCity 2000 for Pocket PC」がZIO Interactiveから発売された。英語版のみだが説明書のPDFファイルは日本語版も用意されており、日本向けにはカシオが運営していたモバイル端末向けソフトウェア販売サイト「GoodCrew Leche」でダウンロード販売を行っていた。Pocket PC の縦長のタッチスクリーン（QVGA、240×320ドット）での操作を前提に設計されている。

### ゲームボーイアドバンス版
2003年には、ゲームボーイアドバンスにも移植された（日本未発売）。

### シムシティー64
シムシティ2000をベースにハル研究所が開発して任天堂から発売された64DD対応作品。3D化された他に、Dr.ライトが出たり住民の声を直接聞けたりするなど任天堂オリジナルの要素が加えられている。

## 評価
スーパーファミコン版
1996年、Next Generationは、「最も面白いゲームのひとつ」として全ゲームの中でシムシティ2000を33位にランクした。2016年8月、タイムはビデオゲームのベスト50の中でシムシティ2000を13位とした。1994年、PC Gamer USは、シムシティ2000をすべてのコンピューターゲームの中で7位にランクした。同年、PC Gamer UKは、シムシティ2000を「完璧に近い構想と制作が行われ、夢に描くことさえできないことを実現した。」としてすべてのゲームの中で最高の存在とした。ファミ通はクロスレビューでスーパーファミコン版を10点満点中6点とした。
セガサターン版
Sega Saturn MagazineのEd Lomasは、セガサターン版のスクロールの遅さを批判したが、その奥深さ、リアリティ、中毒性を称賛し、「すべての人に勧められる数少ないゲームで、シューティングゲーマーを市民の責任感覚を持った都市計画家に変えてしまう力がある。」と記した。Maximumのレビュアーは、サターン版はPC版の多くの要素を移植できているが、サターンより非力なPCで動作させた場合と比較してもグラフィックが劣り、低速であるとしている。Next Generationのレビュアーは、サターン版を「最近の都市計画シミュレーションのカーボンコピーだが、それはそれとして、非常に病みつきになるクオリティで、他のシムシティシリーズの挑戦を跳ね返してしまう。」としている。彼はサターン版の大きな問題として、マウスをサポートしなかったことを挙げている。GameProの短いレビューでは、拡張されたメニューについて「少し沼に沈んでしまった」としたが、依然シリーズのファンにとっては楽しめる作品だとしている。
プレイステーション版
Electronic Gaming Monthlyの4人のレビュアーは、プレイステーション版がマウスをサポートしたことを称賛し、プレイステーションマウスのキラーソフトだと宣言している。彼らはPS版のインターフェイスと解像度の低さを批判したが、病みつきになるシミュレーションであることに満足させられたという。Next Generationのレビュアーは、PS版を「シムシティの正統後継者」であるとし、3Dで街を走り回る機能を称賛したが、PSのコントローラーを使ったときのインターフェイスが美しくないことは不満だとしている。IGNのスタッフは、誤ってPS版がマウスをサポートしなかったと批判したが、他のシミュレーションゲームとよく比較していないが、それでもなおこのジャンルのファンにとっては価値のある作品だと評価した。米国では、シムシティ2000は1993年から1999年の間で9番目によく売れたコンピューターゲームで、140万本を販売した。『シムシティ2000』は、Master of Orionに敗れてComputer Gaming Worldの"Strategy Game of the Year"賞の次点となった。そのライターは『シムシティ2000』を「この進歩した都市シミュレーターは、初代シムシティに欠けていた数多くの特徴や配慮を加えた。」と述べた。

## 関連商品

### 書籍
- シムシティ2000 公式ガイドブック ISBN 978-4893663740
- シムシティ2000 for WINDOWS 公認ガイドブック ISBN 978-4881352335
- シムシティ2000 ゲームコンパニオンシリーズ ISBN 978-4766920086
- 公式 シムシティ2000 攻略ハンドブック ISBN 978-4893662583
- シムシティ2000 パーフェクトガイド ISBN 978-4890525300
- シムシティ2000 スーパーガイド ISBN 978-4093850650
- シムシティ2000 テクニカルファイル ISBN 978-4883176168
- シムシティ2000 戦略と秘密 ISBN 978-4895632775
- シムシティ2000 公式コンストラクトファイル ISBN 978-4883176311
- シムシティ2000 公式ガイドブック シナリオ&マップ編 ISBN 978-4916090362
- シムシティ2000 公式ガイドブック マスター編 ISBN 978-4916090256

### CD
- SIM-MELODY from SIM CITY 2000